# 1497
| [ Edytuj tabelę ]                          | |
| Król Polski                                | - 1492 Jan I Olbracht 1501 |
| Współksiążęta Andory                       | - 1472 Pere de Cardona 1512 - 1483 Katarzyna z Nawarry 1512 - 1484 Jan III 1516                                                                                |
| Król Anglii                                | - 1485 Henryk VII 1509 |
| Król Aragonii i Walencji, hrabia Barcelony | - 1479 Ferdynand Aragoński 1516 |
| Władca Azteków                             | - 1486 Ahuitzotl 1502 |
| Elektor Brandenburgii                      | - 1486 Jan Cicero 1499 |
| Książę Bawarii-Landshut                    | - 1479 Jerzy Bogaty 1503 |
| Książę Bawarii-Monachium                   | - 1460 Zygmunt 1501 - 1465 Albert IV Mądry 1503 |
| Sułtan Brunei                              | - 1473 Bolkiah 1521 |
| Cesarz Chin                                | - 1487 Hongzhi 1505 |
| Król Czech                                 | - 1490 Władysław II Jagiellończyk 1516 |
| Król Danii                                 | - 1481 Jan Oldenburg 1513 |
| Dalajlama                                  | - 1475 Gendun Gjaco 1541 |
| Władca Egiptu                              | - 1496 An-Nasir Muhammad II 1498 |
| Cesarz Etiopii                             | - 1494 Naod 1508 |
| Król Francji                               | - 1483 Karol VIII 1498 |
| Hrabia Holandii                            | - 1494 Filip I Piękny 1506 |
| Władca Inków                               | - 1493 Huayna Capac 1527 |
| Lord Irlandii                              | - 1485 Henryk VII Tudor 1509 |
| Cesarz Japonii                             | - 1464 Go-Tsuchimikado 1500 |
| Kalif                                      | - 1479 Al-Mutawakkil II 1497 - 1497 Al-Mustamsik 1508 |
| Król Kastylii i Leónu                      | - 1474 Izabela I Katolicka 1504 |
| Patriarcha Konstantynopola                 | - 1491 Maksym IV 1497 - 1497 Nefon II 1498 |
| Władca Korei                               | - 1494 Yŏngsan 1506 |
| Wielki książę litewski                     | - 1492 Aleksander Jagiellończyk 1506 |
| Cesarz Majapahitu                          | - 1474 Girindrawardhana 1498 |
| Sułtan Maroka                              | - 1472 Muhammad asz-Szajch al-Mahdi 1505 |
| Książę Mediolanu                           | - 1494 Ludwik Sforza 1499 |
| Senior Monako                              | - 1494 Jan II 1505 |
| Wielki książę moskiewski                   | - 1462 Iwan III Srogi 1505 |
| Król Nawarry                               | - 1484 Katarzyna z Nawarry i Jan d’Albret 1516 |
| Król Norwegii                              | - 1483 Jan Oldenburg 1513 |
| Sułtan Omanu                               | - 1490 Umar asz-Szarif 1500 |
| Elektor Palatynatu                         | - 1476 Filip Wittelsbach 1508 |
| Papież                                     | - 1492 Aleksander VI 1503 |
| Król Portugalii                            | - 1495 Manuel I 1521 |
| Cesarz Rzymski (niemiecki)                 | - 1493 Maksymilian I Habsburg 1519 |
| Kapitanowie Regenci San Marino             | - 1496 Cristofaro di Cecco di Vita Bonifazio di Andrea 1497 - 1497 Antonio di Bianco Andrea di Giorgio Loli 1497 - 1497 Matteo Tura Antonio di Bartolomeo 1498 |
| Elektor Saksonii                           | - 1486 Fryderyk I Mądry 1525 |
| Król Szkocji                               | - 1488 Jakub IV 1513 |
| Król Szwecji                               | - 1471 Sten Sture Starszy 1497 - 1497 Jan Oldenburg 1501 |
| Król Tajlandii                             | - 1491 Ramathibodi II 1529 |
| Sułtan Turków                              | - 1481 Bajazyd II 1512 |
| Doża Wenecji                               | - 1486 Agostin Barbarigo 1501 |
| Król Węgier                                | - 1490 Władysław II 1516 |
| Cesarz Wietnamu                            | - 1460 Lê Thánh Tông 1497 - 1497 Lê Hiến Tông 1504 |
| Wielki mistrz zakonu krzyżackiego          | - 1489 Jan von Tieffen 1497 |

Rok 1497 / MCDXCVII
stulecia: XIV wiek ~
XV wiek ~
XVI wiek

lata: 1487 «
1492 «
1493 «
1494 «
1495 «
1496 «
1497
» 1498
» 1499
» 1500
» 1501
» 1502
» 1507

## Wydarzenia w Polsce
- 27 czerwca – książę opolski i niemodliński Mikołaj II został ścięty z wyroku nyskiego sądu ławniczego.
- 16 września – Darłowo zostało zalane przez tsunami wywołane eksplozją metanu uwolnionego z dna morskiego[1].
- 26 października – wojna polsko-turecka: wojsko polskie pod dowództwem króla Jana I Olbrachta zostało rozgromione w bitwie pod Koźminem.

- Wyprawa do Mołdawii, nieudane oblężenie stolicy Mołdawii Suczawy.

## Wydarzenia na świecie
- 7 lutego – na Placu Signorii we Florencji odbyły się zorganizowane przez fanatyka Girolamo Savonarolę tzw. „fajerwerki próżności”, podczas których publicznie spalono setki książek, strojów, instrumentów muzycznych, dywanów, perfum i obrazów. Wszystko to zebrała armia 1300 dzieci, chodząc od drzwi do drzwi florenckich domów.
- 9 marca – przebywający na studiach prawniczych w Bolonii Mikołaj Kopernik, podczas obserwacji gwiazdy Aldebaran wyznaczył paralaksę Księżyca a na tej podstawie obliczył odległość Księżyca od Ziemi. To był pierwszy krok do zakwestionowania koncepcji Ptolemeusza a w konsekwencji do wykazania, że teoria geocentryczna budowy wszechświata jest błędna[2].
- 2 maja – John Cabot wypłynął z Bristolu do Ameryki Północnej w celu znalezienia Przejścia Północno-Zachodniego.
- 3 maja – Włochy: poświęcono klasztor Certosa di Pavia.
- 13 maja – Girolamo Savonarola, przywódca ludu Florencji został ekskomunikowany przez papieża Aleksandra VI.
- 14 czerwca – w Rzymie został zamordowany syn papieża Aleksandra VI, książę Gandii Juan Borgia, a jego ciało wrzucono do Tybru.
- 17 czerwca – II powstanie kornijskie: Kornwalijczycy odnieśli zwycięstwo nad wojskami królewskimi w bitwie pod Blackheath.
- 24 czerwca – włoski żeglarz i odkrywca w służbie angielskiej Giovanni Caboto (John Cabot) wylądował na Nowej Fundlandii.
- 8 lipca – Vasco da Gama wyruszył z portu w Lizbonie w poszukiwaniu drogi morskiej do Indii.
- 6 sierpnia – Giovanni Caboto powrócił do portu w Bristolu z wyprawy w trakcie której odkrył ponownie Nową Fundlandię i Labrador, jako pierwszy nowożytny Europejczyk dopłynął do kontynentalnych brzegów Ameryki Północnej.

- 17 września – hiszpańska ekspedycja, którą zorganizował książę Juan Alonso Perez de Guzman el Bueno(inne języki) z rodu Medina-Sidonia zdobyła północnoafrykańskie miasto Melilla[3].
- Ogłoszenie Sudiebnika w Wlk. Ks. Moskiewskim.

## Urodzili się
- 16 lutego – Filip Melanchton, niemiecki reformator religijny (zm. 1560)

## Zmarli
- 13 stycznia – Weronika Negroni, włoska augustianka, mistyczka, błogosławiona katolicka (ur. 1445)
- 6 lutego – Johannes Ockeghem, franko-flamandzki kompozytor okresu renesansu (ur. między 1410 a 1420)
- 14 czerwca – Juan Borgia, książę Gandii, syn papieża Aleksandra VI i jego kochanki Vanozzy Cattanei (ur. 1476)
- data dzienna nieznana: 
  - Wojciech z Brudzewa, polski astronom, filozof i matematyk (data sporna lub przybliżona) (ur. ok. 1445)